# Arado Ar 80
De Arado Ar 80 was een Duits jachtvliegtuig van voor de Tweede Wereldoorlog.
Het was ontworpen door Arado om mee te dingen in de eerste grote competitie van de Duitse Luftwaffe voor een jachtvliegtuig. Deze competitie werd gewonnen door de Messerschmitt Bf 109. Van de Arado Ar 80 zijn alleen prototypes gebouwd.

## Achtergrond
In 1931 ging de beroemde vliegtuigontwikkelaar Albatros Flugzeugwerke failliet door de economische crisis. De Reichswehr was bang dat ze hierdoor belangrijke ontwerpers zouden verliezen en besloot de vliegtuigontwerpers bij verschillende bedrijven onder te brengen, waaronder Arado. Arado was nu gedwongen om Walter Rethel te vervangen door Walter Blume als hoofdontwikkelaar. Dit viel niet in goede aarde bij het bedrijf daar Walter Rethel al een paar goede vliegtuigen voor hen had ontworpen zoals de Arado Ar 65. Het voordeel was echter dat ze nu wellicht makkelijker een contract konden krijgen van de Duitse overheid.
In 1933 kwamen de nazi's aan de macht en de Luftwaffe begon snel meer vliegtuigen te maken. Alle grote Duitse vlietuigbedrijven moesten daaraan meewerken. Wel moesten ze alles in het grootste geheim doen. De Arado Handels-Gesellschaft moest reorganiseren en veranderde zijn naam naar Arado Flugzeugwerke, onder leiding van Erich Serno en Felix Wagenführ. Waar Arado voorheen zelfstandig vliegtuigen bouwde, werd het meer en meer een productiefaciliteit voor andere bedrijven. Ze hadden echter in het recente verleden ook zelf een paar succesvolle vliegtuigen geproduceerd, waaronder de Arado Ar 65 en de opvolger de Arado Ar 68. Dit maakte Arado een van de weinige fabrieken die daadwerkelijk ervaring hadden in het bouwen van jachtvliegtuigen, en het lag voor de hand hen voor verdere opdrachten in te schakelen.

## Vliegtuigwedstrijd
In 1933 deed het technische deel van het Reichsluftfahrtministerium onderzoek naar de toekomst van het gevechtsvliegtuig. Men besloot dat enkele standaard vlietuigtypes gewenst waren:
- Rüstungsflugzeug I: middelzware bommenwerper
- Rüstungsflugzeug II: tactische bommenwerper
- Rüstungsflugzeug III: tweepersoons zwaar gevechtsvliegtuig
- Rüstungsflugzeug IV: eenpersoons gevechtsvliegtuig

Rüstungsflugzeug IV moest een enkeldeks jachtvliegtuig zijn met een maximale snelheid van 400 km/h op 6000 meter hoogte, en het moest de Arado Ar 64 en de Heinkel He 60 vervangen. Ook moest het vliegtuig minstens drie machinegeweren hebben, met elk minstens 1000 kogels of een 20mm-kanon met 200 kogels. De prioriteiten waren gewone snelheid, klimsnelheid en beweeglijkheid, in die volgorde.
De Luftwaffe gaf aan Arado, Heinkel en Focke-Wulf de opdracht om een prototype te maken.

## Ontwikkeling
Officieel was Walter Blume hoofdontwerper, maar het was Walter Rethel die in de beginfase het meeste deed. Toen hij begon aan het ontwerp wist hij dat Arado nog nooit zo'n vliegtuig had gemaakt, en dat Heinkel al eerder succesvol vliegtuigen van dit type gemaakt had. Maar toch wist hij dat hij een succesvol jachtvliegtuig kon maken. Hij maakte een prototype dat in algemene zin op de Britse Hawker Hurricane leek, alleen had de Arado Ar 80 uiteindelijk minder succes dankzij zijn slechtere motor.
Walter Rethel verliet het bedrijf voordat de Arado Ar 80 klaar was. Daarnaast was er nog een probleem met de motor, de Jumo 210, die nog niet klaar was. Alleen het laatste prototype bleek de eisen te kunnen halen, maar het was eigenlijk te duur en kon niet op tegen de Messerschmitt Bf 109.